# Tau del Centaure
Tau del Centaure (τ Centauri) és un estel en la constel·lació de Centaure. És, amb una magnitud aparent +3,85, el setzè astre més brillant de la constel·lació.
Al costat de γ Centauri, era coneguda a la Xina com Koo Low, «la Torre de l'Arsenal». Es troba a una distància de 131 anys llum respecte al sistema solar.

## Característiques
Tau del Centaure és un estel blanc de la seqüència principal de tipus espectral A2V. Té una temperatura efectiva de 9205 K i una lluminositat 51 vegades superior a la lluminositat solar. Posseeix una massa 2,44 vegades major que la del Sol i la seva edat és de 310 milions d'anys, havent-hi ja transcorregut el 70 % de la seva vida com a estel de la seqüència principal.
La mesura directa del diàmetre angular de Tau del Centaure, 0,85 mil·lisegons d'arc, permet avaluar el seu radi, i aquest és aproximadament 3,6 vegades més gran que el radi solar. Gira sobre si mateix molt de pressa, diferents estudis donen un valor per a la seva velocitat de rotació projectada entre 249 i 330 km/s. Entre ells, un treball que mitjançant l'ús de transformades de Fourier té en compte l'enfosquiment de limbe, assenyala una xifra de 297 km/s. La ràpida rotació també provoca que la forma de l'estel no sigui esfèrica sinó elipsoidal, estant aplatada pels pols; el seu grau de «aplatament» s'estima en 0,30.